# Can Bosals
Can Bosals és una masia d'Oristà (Lluçanès) inclosa a l'Inventari del Patrimoni Arquitectònic de Catalunya.

## Descripció
Petita casa de planta rectangular i teulat a doble vessant orientat als laterals. Els murs estan formats per pedres irregulars i morter, la façana presenta restes d'arrebossat. L'edifici consta de planta baixa i pis. La porta d'entrada està situada al centre de la façana principal i està voltada de grans blocs de pedres als muntants i una llinda monolítica. Voltant la casa hi ha diverses construccions annexes actualment enderrocades.

## Història
La llinda de la finestra del primer pis porta gravada la data 1776.